# Video libre

Grabación realizada con un sistema de tecnología que se puede reproducir en el mismo dispositivos o en otros, dependiendo de la procedencia y donde es que se encuentre este contenido.

Video libre hace referencia a contenidos de video que son libres para usarse con cualquier propósito o que se encuentran bajo una licencia libre y abierta para distribuirlos, para ser modificados o utilizados comercialmente, incluidas las animaciones gráficas.
El video libre puede serlo en diferentes formas, la primera es la grabación del video sin ningún tipo de licencias, la segunda es cuando los videos con derechos de autor pasan al dominio público y la tercera es cuando estos videos son creados o publicados bajo licencias libres como las Creative Commons.

## Videos libres bajo dominio público
Las obras audiovisuales creadas bajo licencias de derechos de autor pasan al dominio público luego de cinco décadas de su producción, algunos sitios como torrents de dominio público se dedican a distribuir por internet y redes de torrents las obras que han pasado al dominio público.
Se pueden encontrar muchos vídeos bajo dominio público en el sitio Wikicommons de Wikipedia.

## Cine Creative Commons
Por otro lado, muchos productores han decidido crear obras sin derechos de autor, entre ellos: documentales, cortometrajes y largometrajes como los siguientes;

### Continuidad de las Ciudades
Es una producción de Vecinos Productions de 2008 hecha con software libre y bajo licencia creative commons, producida por Rafael Molina y Alejandro Fernández. Posteriormente presentaron su segunda producción Terroralia, también publicada bajo licencia Creative Commons.

### Elephants Dream
Elephants Dream (Sueño de los Elefantes) es el primer cortometraje de la historia de animación realizada prácticamente usando solo software libre y que además se ofrece de forma pública con licencia o condiciones basada en la filosofía del conocimiento libre, su duración es de 11 minutos.
Elephants Dream pequeña historia de dos personajes: un chico joven llamado Emo y Proog, dos personas que comparten un mundo surrealista o fantástico en el que están inmersos y que varía según van moldeando sus propios pensamientos. Proog, que comprende lo que está sucediendo, está fascinado por este y sus misterios, sin embargo, Emo pasa del desconocimiento a cansarse de lo que le rodea.
Esto terminará enfrentándoles entre la realidad que desea Proog: una especie de mundo extraño industrial de criaturas mecánicas y Emo con una visión totalmente distinta, más viva. Finalmente, Emo "crea" a un titán para matar a Proog hasta que este, horrorizado, le da un golpe seco y lo mata.

### Big Buck Bunny
"Big Buck Bunny" es un corto animado del Instituto Blender realizado mediante el uso de software libre que se estrenó del 10 de abril de 2008 en Ámsterdam. Su duración es 9 minutos y 56 segundos. 
Tanto el producto final como los datos de producción, incluyendo los datos de animación, los personajes y las texturas son lanzados bajo la licencia Creative Commons Attribution License. Puede ser descargado libremente desde su sitio web y ser compartido a través de las redes sociales y se encuentra disponible en las siguientes resoluciones entre ellas 720p y 1080p.

### Sintel
Sintel es un cortometraje de ambiente fantástico presentado en 2010. Sintel es el nombre de la protagonista. En neerlandés sintel quiere decir “ascua” o “brasa”. Sintel es el tercer cortometraje realizado por la Fundación Blender, prácticamente usando solo software libre y que, además, se ofrece de forma pública y gratuita con licencia y condiciones de difusión y reutilización basadas en la filosofía del conocimiento libre.

### Plumíferos, aventuras voladoras
Plumíferos, aventuras voladoras es un largometraje de animación por computadora argentino producido por Manos Digitales Animation Studio presentado en 2010. Una de las particularidades de este proyecto es el uso de herramientas de software libre como Blender para las tareas de modelado, animación y renderizado 3D; sobre plataforma Ubuntu GNU/Linux.1

### Tears of Steel
Tears of steel o proyecto mango es el cuarto cortometraje realizado por la Fundación Blender el cual se está utilizando solo software libre. Se estrenó en 2012, los archivos utilizados en su realización se ofrecen en forma pública y gratuita con licencia y condiciones de difusión y reutilización basadas en la filosofía del conocimiento libre.

### La educación prohibida
La educación prohibida es una película documental independiente de Argentina estrenada en agosto del año 2012. La misma documenta experiencias educativas no convencionales en países de América Latina y España, donde están representadas instituciones educativas con prácticas vinculadas a las ideas y pedagogías como la Educación Popular, Waldorf, Montessori, Cossettini, Educación Libertaria, Homeschooling y otras referencias dentro de la llamada pedagogía progresista.
Esta obra es considerada la primera película en español estrenada que fue financiada mediante un modelo de crowdfunding o financiación en masa.
"El cosmonauta" (The Cosmonaut)
Es una película española de género, ciencia ficción o de ficción de historias, estrenada en mayo de 2013. 
Fue filmada en los países de Letonia, Rusia y España, en idioma inglés. Se encuentra ambientada en la Ex Unión Soviética durante el período que se denominó "la época de la carrera espacial", en la cual nos describe un supuesto viaje a la Luna realizado por los rusos.
Fue financiada en gran parte mediante la fórmula del micromecenazgo o financiación colectiva a través de pequeñas donaciones. En su distribución recurre simultáneamente a todos los sistemas: estreno convencional en salas de cine, emisión en TV, venta de libro con DVD, y acceso gratis en Internet.
Se distribuye bajo licencia de Creative Commons. Puede descargarse y compartirse gratuitamente por internet.

## Licencias de video libre
Entre las licencias de video libre se encuentran las licencias creative commons, además del copyleft y las obras en dominio público.

## Formatos libres para video
Las películas o videos libres pueden o no utilizar formatos libres como: Theora y Dirac.

## Reproductores de videos libres
La cultura libre cuenta con videos libres, formatos libres, pero también con software y hardware libre para reproducirlos. El reproductor libre más utilizado es VLC Player ya que incluye todos los codecs necesario sin tener que instalarlos para reproducir cualquier video.

## Tarjetas gráficas libres
En la cultura libre se tiene muy en cuenta el Hardware libre, entre estos se encuentran la tarjeta de video Open Graphics Project, disponible desde 2010.